# Hussein ibn Ali (xerif de la Meca)
Hussayn ibn Alí al-Haiximí, també transcrit Hussein bin Ali (àrab: حسين بن علي الهاشمي, Ḥusayn ibn ‘Alī al-Haximī), (Istanbul, 1853 o 1856 - Amman, 1931) va ser emir i xerif de la Meca entre 1908 i 1916 i després rei de l'efímer estat del Hijaz fins al 1924. Després del seu destronament es va proclamar califa, vivint en l'exili fins a la seva mort. Pertanyia a la branca Dhawu Awn de la dinastia de xerifs haiximites de la Meca i va ser l'últim xerif d'aquesta vila, càrrec existent des del segle x que havia correspost sempre als haiximites i que tenia al seu càrrec el govern dels sants llocs de l'islam: la Meca, Medina i, per extensió, de tot el Hijaz.

## Biografia
A causa de les intrigues del sultà otomà Abdul Hamid II en relació amb el govern dels sants llocs, que es traduïa en una relació d'estira-i-arronsa amb els haiximites, Hussayn va romandre divuit anys retingut a Istanbul (des de 1893) fins al 1908, sent un personatge notable dels cercles de poder a la capital). El 1908, la revolució dels Joves Turcs va enviar a l'exili al xerif Alí VI (Alí ibn Abd-Al·lah), que era cosí d'al-Hussayn i fill del germà gran del seu pare. Per la successió fou nomenat Abd Allah, oncle de Hussayn, molt vell, que va morir de malaltia abans d'iniciar el viatge; després d'uns dies de debat, Hussayn, que tenia el suport del gran visir Kamil Paixà, fou nomenat xerif i emir i va arribar a la Meca a finals de l'any 1908.
Inicialment fou lleial als otomans; va combatre contra els idríssides de Sabya revoltats contra la Porta, va ocupar Ibha i va envair el Kassim; però al mateix temps adoptava mesures nacionalistes, aturava la construcció del ferrocarril del Hijaz més al sud de Medina i aviat entrava en contracta amb societats secretes àrabs d'Egipte i Síria en favor de l'autonomia àrab. El seu fill Abd Allah va tenir alguns contactes amb els britànics, que es van augmentar el 1914 a la vespre de l'inici de la I Guerra Mundial.
Hussayn va ser contactat per Lord Kitchener, secretari d'Estat britànic per a la guerra a través de l'alt comissari britànic al Caire (protectorat britànic d'Egipte), Sir Henry McMahon. Els contactes amb els britànics van portar a l'intercanvi de cartes amb Sir Henry Mac Mahon, amb les promeses britàniques d'ajut a una revolta àrab. La carta al xerif el convidava a aliar-se amb els britànics en el conflicte de nou desencadenat: «Si la nació àrab es col·loca en el seu costat en aquesta guerra, Anglaterra la garantirà contra tota intervenció exterior en l'Aràbia i donarà als àrabs tota l'ajuda necessària contra una agressió estrangera». Es va produir un intercanvi epistolar entre l'emir i l'alt comissionat, conegut com a correspondència Hussayn-McMahon, en el qual es va preparar la rebel·lió àrab contra els otomans, que s'havia de coordinar amb els interessos bèl·lics britànics a canvi del reconeixement pels aliats d'un estat àrab independent als territoris àrabs d'Àsia una vegada alliberats del domini turc, això és, des de l'actual Síria i Iraq fins al Iemen. Hussayn tenia proves de què els otomans el volien deposar en acabar la guerra i va optar pels britànics.
L'estiu del 1916 va esclatar la rebel·lió Àrab. Les tropes rebels van alliberar La Meca i altres llocs i aviat els otomans només conservaven Medina; els àrabs van tallar la línia de ferrocarril que servia per al transport de tropes otomanes; d'aquesta manera, Hedjaz va quedar lliure del poder turc. Hussayn va emetre un manifest el novembre en què es proclamava rei dels àrabs, però com que el títol no era acceptable per les potències, aquestes el van anomenar rei de l'Hedjaz. La rebel·lió va continuar cap al nord capitanejada per dos dels fills del xerif, Faysal i Abd Allah ibn Hussayn. La participació d'oficials britànics a la guerra, entre els quals Lawrence d'Aràbia, i el paper britànic en aquesta, va esdevenir preponderant.
El títol agafat per Hussayn de rei del país dels àrabs (màlik bilad al-àrab), d'acord amb el seu projecte de crear un regne unificat a tots els territoris àrabs alliberats pels rebels, va fer que es revifés el seu conflicte amb la família dels Ibn Saud o saudites, caps de la secta militaritzada fonamentalista dels wahhabites i governants del veí soldanat del Najd, a l'Aràbia central. Els saudites tenien com a vella aspiració la d'aconseguir el control del Hijaz, i aquest desig s'havia intensificat després de la construcció de la via fèrria que unia Medina amb Damasc augmentant el comerç i el flux de pelegrins.
Al final de la guerra Hussayn esperava un estat àrab sota la seva corona però les promeses de reconeixement d'un Estat àrab fetes per Henry McMahon eren ambigües i fins i tot falses, ja que mentre l'alt comissionat les formulava, la Gran Bretanya i França havien acordat en secret el repartiment d'Orient Mitjà convingut en els Acords Sykes-Picot de maig de 1916. Al final de la guerra els aliats havien ocupat Transjordània, Palestina, Síria i Iraq i els projectes de Hussayn eren inviables amb els acords secrets anglofrancesos Sykes-Picot dividien tota la regió entre França i la Gran Bretanya (els acords foren fets públics pels bolxevics el novembre del 1917 però Hussayn ja en tenia alguna notícia des del maig sense conèixer tots els detalls). Les reclamacions àrabs a les converses de pau de Versalles foren poc escoltades. Hussayn va rebutjar el sistema de mandats pels territoris àrabs i no va voler ratificar el tractat de pau.
D'aquesta manera, encara que l'Estat àrab va arribar a veure la llum de manera precària, amb capital a Damasc el 1920, el seu procés constituent va ser minat i finalment, el 1920 i 1921, tropes franceses i britàniques van fer efectiu el repartiment de la zona entre ambdues potències. Faysal i Abd Allah van ser coronats com a reis titelles, respectivament, de l'Iraq i de Transjordània, dos estats creats artificialment pel Regne Unit d'acord amb els seus interessos de divisió territorial.
El tercer fill del xerif, Alí, es quedava al Hijaz com a futur successor de Hussayn al capdavant del país. El Hejaz no entrava dins dels plans de repartiment territorial, amb la qual cosa la independència del regne seria, en principi, respectada per les potències. Tanmateix, el sultà del Najd, Abd-al-Aziz ibn Saüd, antic aliat dels britànics, aprofitarà el final del conflicte mundial per donar un nou impuls al vell expansionisme saudita cap al Hijaz. Saudites i haiximites van entrar en conflicte sobre refugiats, tribus i oasis (dos aosis foren ocupats i annexionats pels saudites el 1919). Quan a Turquia fou abolit el califat el 3 de març de 1924, Hussayn es va proclamar califa (1924) aprofitant la seva condició d'haiximita i, per tant, descendent directe de Mahoma, el que va trobar molta oposició i poc suport i va ofendre als saudites. Es diu que la Gran Bretanya havia considerat anys enrere la possibilitat que els haiximites es fessin càrrec del califat però no ho afavoria en aquest moment.
Al cap de sis mesos els saudites van envair el Hijaz. La Gran Bretanya va rebutjar ajudar el seu aliat haiximita mantenint una política de neutralitat en el conflicte interàrab. Hussayn va haver d'abdicar en el seu fill Alí ibn Hussayn, amb els saudites prop de la Meca (1924) conservant el títol de califa dels musulmans (fins a la seva mort). Es va retirar a Jidda amb la seva fortuna (en part peces d'or en bidons de petroli), i allí va agafar un vaixell britànic que el va portar a Àqaba i al cap d'uns mesos se'n va anar a Xipre i va residir a Nicòsia amb el seu fill Zayd. Després de patir un atac el 1930 se'n va anar a la cort del seu fill Abd Allah de Transjordània a Amman on va morir el 4 de juny de 1931. Fou enterrat a Jerusalem. Tres dels seus fills foren reis.

## Matrimoni i fills
Hussayn va tenir quatre esposes de les que tres li van donar descendència, en total quatre fills i tres filles.
De la seva primera esposa Abdliya bint Abd-Al·lah va tenir:
- Alí ibn al-Hussayn, darrer rei del Hijaz, casat amb Nafissa bint Abd-Al·lah.
- Abd-Al·lah ibn al-Hussayn, emir (després rei) de Transjordània (després Jordània) casat amb Musbah bint Nasser, Suzdil Hanum, i Nahda bint Uman.
- Fàtima bint al-Hussayn, casada amb un home de negocis francès de religió musulmana.
- Fàysal ibn al-Hussayn, rei de Síria (1920) i de l'Iraq (1921), casat amb Huzaima bint Nasser.

De la seva segona esposa Madiha va tenir a la princesa Sàliha, casada amb Abd-Al·lah ibn Muhàmmad.
I de la tercera, Adila Khanmun va tenir:
- Sara bint al-Hussayn, casada amb Muhàmmad Atta Amín (juliol de 1933), però divorciada el setembre següent.
- Príncep Zayd ibn al-Hussayn, que va rebre els drets al tron iraquià el 1958, casat amb Fakhrelnissa Kabaac.